# 조롱

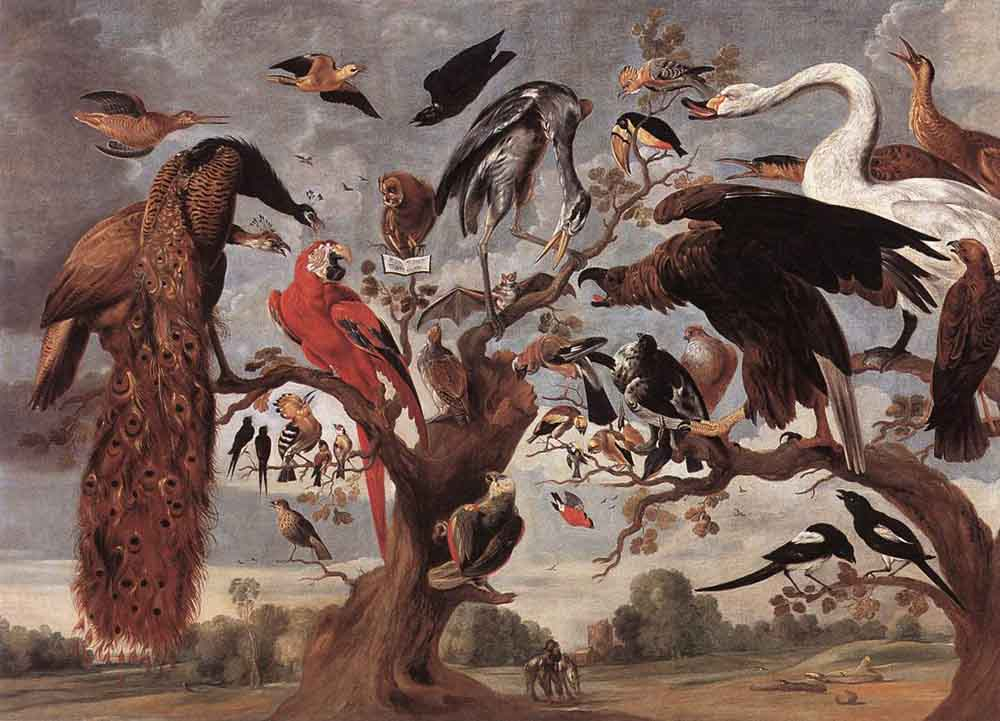
부엉이의 조롱: 얀 반 케셀 (대)노년의 17세기 그림으로, 13세기 시인 부엉이와 나이팅게일의 한 장면을 대략적으로 묘사하고 있으며, 이 장면에서는 부엉이가 다른 새들에 의해 그 특성 때문에 조롱당하고 있다.

조롱(嘲弄)은 사람이나 다른 대상을 모욕하거나 가볍게 여기는 행위이며, 때로는 단순히 희롱하는 것만으로도 이루어지지만, 종종 좋지 않은 특성을 강조하는 방식으로 모방하는 듯이 캐리커처를 만들어 수행된다. 조롱은 가볍고 부드러운 방식으로 행해질 수 있지만, "부식, 의도적인 훼손, 심지어 전복의 이미지를 불러일으키는 잔인하고 증오심 가득한 행위일 수도 있으며, 따라서 '경멸하여 비웃다, 조롱하다'(OED)"는 의미를 갖는다. 조롱은 인간에게만 고유한 것처럼 보이며, 권위 있는 인물과 일반 사람들 사이의 인지된 권력 불균형을 줄이는 것과 같은 여러 심리적 기능을 수행한다. 조롱의 예시는 문학과 예술에서 찾아볼 수 있다.

## 어원 및 기능
조롱의 영단어 'mock'의 어근은 비웃거나, 조롱하거나, 속이는 것을 의미하는 고대 프랑스어 'mocquer'(나중에는 moquer)에서 유래했지만, 'mocquer'의 기원은 알려져 있지 않다. 사람이나 사물을 조롱하는 것으로 낙인찍는 것은 그것이 진정한 다른 것의 품질이 나쁘거나 위조된 버전임을 암시하는 데 사용될 수도 있다. 예를 들어 "인간의 조롱" 또는 "재판은 정의의 조롱이었다"와 같은 용례가 있다.

### 심리학에서 조롱
오스트레일리아의 언어학 교수 마이클 호(Michael Haugh)는 조롱과 괴롭힘을 구분하면서, 두 단어는 의미상 상당한 중복이 있지만, 조롱은 반복적인 도발이나 의도적인 욕구 억제를 의미하지 않으며, 대신 행위의 본질이 진지하게 받아들여지지 않을 것이라는 기대에 중점을 두는 일종의 모방 또는 흉내내기를 암시한다고 강조했다. 특히 농담식 조롱의 비진지한 형태를 검토하면서, 호(Haugh)는 조롱의 특징에 대한 문헌을 다음과 같이 요약했다.
- 웃음, 특히 말하는 사람의 웃음은 다른 사람들도 웃도록 초대하는 신호 역할을 한다.
- "웃음 목소리"와 "노래 부르듯이" 피치 조절과 같은 음성학적 연습은 행동을 "웃기게" 표시하고, 과장된 애니메이션 수준을 나타내며, 반어를 나타낸다.
- 미소, 윙크 또는 기타 의도적으로 과장된 표정과 같은 얼굴 신호는 행동을 웃기거나, 반어적이거나, 비진지한 것으로 표시한다.
- 얼굴을 가리거나 박수를 치는 것과 같은 신체 신호
- 과장, 극단적인 경우를 강조하고 합리적인 수준을 훨씬 넘어서거나 미달하는 주장을 하는 것
- 암시와 전제를 통한 부조화로 암묵적인 대비를 생성
- 비진지함의 끝과 진지한 상호작용으로의 복귀를 나타내는 형식성과 "주제 전환 표시"

차례로, 조롱을 듣는 청중은 웃음, 명시적 동의, 조롱의 지속 또는 정교화를 포함하여 행동이 비진지하게 이해되었음을 나타내는 여러 추가적인 신호를 보낼 수 있다.
제인 레이스보로(Jayne Raisborough)와 맷 아담스(Matt Adams)는 조롱을 주로 특권층의 도구로 사용되는 일종의 비하적 유머로 보았는데, 이는 비특권층으로부터 규범적인 반응을 이끌어낸다. 그들은 조롱이 도덕적 낙인을 식별하고 도덕적 우월성을 나타내기 위해 반어적이고 코믹하게 사용될 수 있지만, 사회적 격려의 형태로서도 사용될 수 있다고 강조한다. 이를 통해 사회적 신호를 제공하는 사람들은 패러디와 풍자를 사용하여 비판과 비판자 사이에 일정 수준의 사회적 거리를 두는 방식으로 이를 수행할 수 있다. 이런 식으로 조롱은 "덜 무례한 혐오감보다 계급 기반 구분을 수행하는 더 표면적으로 '존경할 만하고' 도덕적으로 민감한 방식"으로 기능할 수 있다.

### 철학에서 조롱
철학자 바뤼흐 스피노자는 조롱에 대해 좋지 않게 보았으며, 조롱이 "잘못된 의견에 기반을 두며 조롱하는 사람의 불완전함을 선포한다"고 주장했다. 그는 조롱의 대상이 우스꽝스럽지 않다면 조롱하는 사람이 잘못된 것이고, 우스꽝스럽다면 조롱은 개선을 위한 효과적인 도구가 아니라고 추론했다. 조롱하는 사람은 그들이 불완전함을 인식하고 있음을 드러내지만, 좋은 이유를 사용하여 그것을 해결하기 위해 아무것도 하지 않는다. 정치론에서 스피노자는 조롱이 "결코 기쁨으로 바뀔 수 없는" 증오와 슬픔의 한 형태라고 선언했다.
가톨릭 주교 프란치스코 살레시오는 1877년 그의 저서 《경건한 생활로의 안내》에서 조롱을 죄라고 비난했다.
그러나 비웃음이나 조롱은 항상 비꼬는 말을 동반하므로, 그것은 매우 큰 죄이다. 그래서 신학자들이 조롱은 말로 이웃에게 저지를 수 있는 최악의 범죄라고 말하는 것은 옳다. 다른 범죄는 피해자에 대한 어느 정도의 존중으로 저질러질 수 있지만, 이것은 경멸과 멸시로 저질러지기 때문이다.

반면에, 철학자 존 로크와 제3대 섀프츠베리 백작 앤서니 애슐리쿠퍼는 권위 있는 인물의 견해에 대한 비판적 탐구의 중요성에 동의했지만, 섀프츠버리는 이 과정에서 조롱이 중요한 역할을 한다고 보았다. 섀프츠버리는 "조롱의 적절한 사용이 악덕을 교정할 수 있다"고 믿었으며, 조롱은 진리에 대한 가장 중요한 도전 중 하나라고 보았다. 왜냐하면 "어떤 의견이 조롱을 견딜 수 없다면" 그것은 마찬가지로 "우스꽝스럽다는 것이 드러날 것"이기 때문이다. 따라서 모든 진지한 지식 주장은 조롱의 대상이 되어야 한다. 이는 르네 데카르트도 동조한 견해로, 그는 조롱을 "훌륭한 사람의 특징"으로 보았고, "그의 기질의 쾌활함 ... 영혼의 평온함 ... [그리고] 마음의 독창성을 증명한다"고 말했다.
철학적 논증에서 웃음으로의 호소(조롱으로의 호소, ab absurdo 또는 말 웃음이라고도 불림)는 상대방의 주장을 황당하거나, 우스꽝스러운 또는 유머러스하게 제시하여 진지하게 고려할 가치가 없다고 주장하는 비형식적 오류이다. 웃음으로의 호소는 종종 미묘한 상황이나 주장을 웃음이 나올 정도로 흔한 사건이나 다른 무관한 것에 코믹한 타이밍, 언어유희 또는 상대방과 그들의 주장을 농담의 대상으로 만드는 것에 기반하여 비교하는 형태로 나타난다. 이는 상대방의 주장이나 입장을 조롱하여 청중에게 감정적인 반응을 유도하고(이는 감정에 호소하는 오류의 한 유형이다) 그 주장의 반직관적인 측면을 강조하여 어리석고 상식에 반하는 것처럼 보이게 하는 수사적 전술이다. 이는 일반적으로 불친절하고 지나치게 단순화된 방식으로 주장의 기반을 조롱함으로써 이루어진다.

### 예술에서 조롱

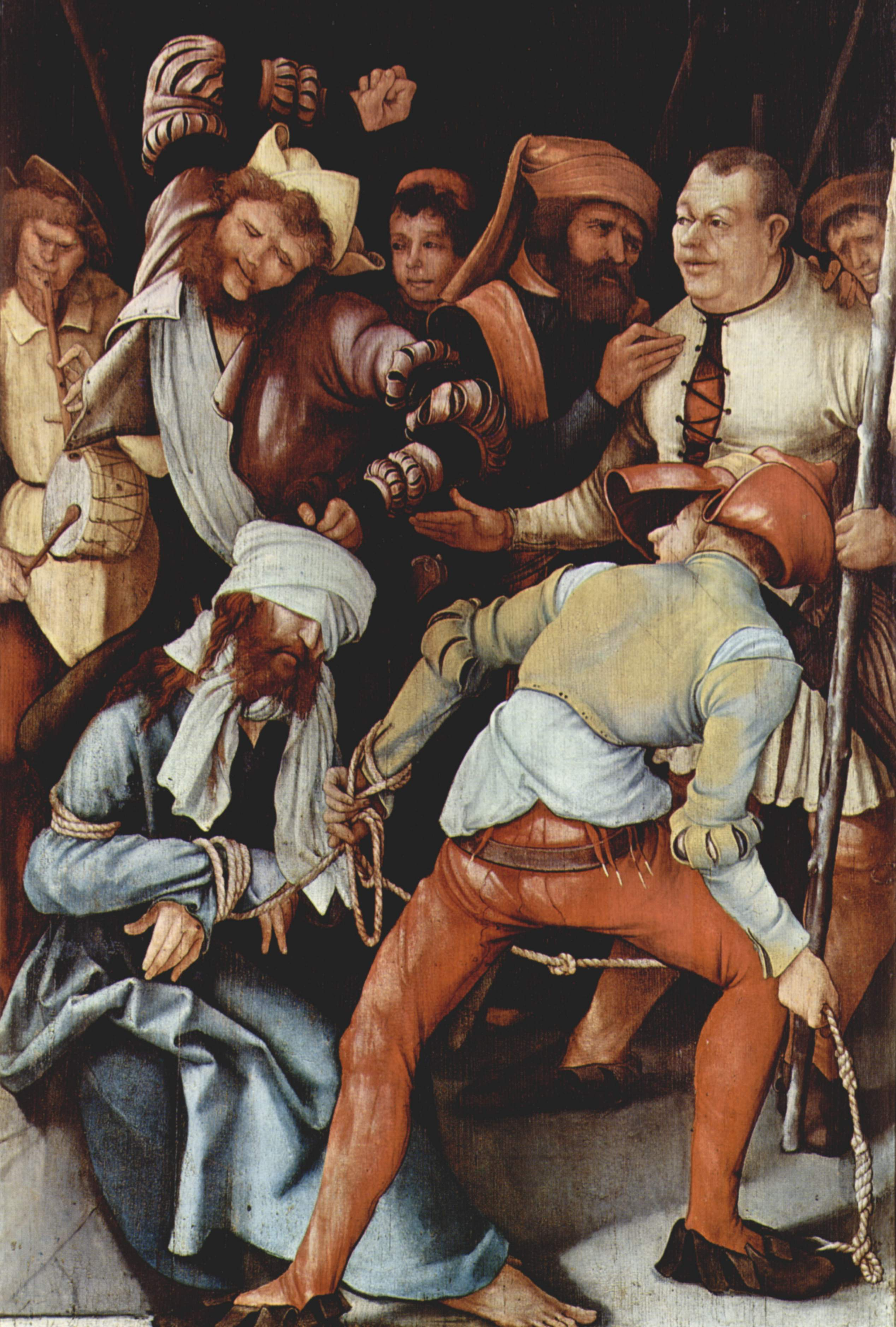
마티아스 그뤼네발트가 묘사한 예수 조롱은 역사적으로 예술가들에게 인기 있는 주제이다.

조롱은 문학 장르인 풍자의 한 형태이며, "조롱 장르와 문학적 조롱의 관행은 적어도 기원전 6세기까지 거슬러 올라간다."라고 언급되어 있다. 장르로서의 조롱은 다른 예술 장르에도 적용될 수 있다.
다른 작품이나 다른 작품들을 패러디하는 것은 일반적으로 조롱을 수반하기 때문에, 참조되는 자료에 대한 평가적인 입장을 수반하는 경우가 많다. 이러한 조롱 문화 양식 내에도 온화한 조롱부터 신랄한 조롱까지 다양한 비판이 존재한다. 그러나 이러한 조롱은 조롱의 대상에 대한 애정 어린 입장과 함께 존재할 수 있다. 그러한 애정 어린 조롱의 한 예는 컬트 영화 '스파이널 탭'에서 찾아볼 수 있다. 이 영화는 헤비메탈 음악과 관련된 몇몇 우스꽝스러운 측면들을 조롱하지만, 그 문화, 특히 등장인물에 대한 애정 또한 분명하게 드러난다.

영국의 코미디 극단 몬티 파이튼은 권위 있는 인물과 능력 이상으로 능숙한 척하는 사람들을 특히 잘 조롱하는 것으로 여겨졌다. 청각 장애가 심한 보청기 판매원과 시각 장애가 심한 콘택트렌즈 판매원을 다룬 한 스케치는 그들을 "둘 다 절망적으로 실패했지만, 극도로 웃겼다. 그런 인물들의 코미디적 요소는 주로 조롱의 대상들이 스스로 조롱받을 만한 특정 맥락을 만들어낸다는 사실에 기인한다." 미국에서는 텔레비전 프로그램 새터데이 나이트 라이브가 "정치적 조롱의 역사"를 가지고 있으며, "역사적, 수사학적 분석은 이러한 조롱이 정치적 결과에 중요하다"고 제안되었다.

## 인간의 발달
조롱은 인간에게 고유한 활동인 것으로 보인다. 여러 동물 종에서 웃음이 관찰되지만, 인간만이 서로를 조롱하기 위해 웃음을 사용하는 것으로 관찰된다.
아동 발달 과정에서 조롱 능력의 출현을 살펴보면, 조롱은 "유년기 초기에 예상되는 순간으로 나타나지 않지만, 잠복기 아동이 형제자매 갈등, 경쟁, 그리고 사회적 상호작용의 사회적 세계로 진입하면서 더욱 두드러진다"는 것을 알 수 있다. 발달하면서, 그것은 "학교 내 집단 따돌림의 형태로 나타나고, 사춘기에는 권위와의 충돌에서 발생하는 갈등을 해결하면서 독립을 달성하려는 시도와 함께 분명히 나타난다." 조롱의 한 가지 공통적인 요소는 조롱받는 대상의 측면을 모방하고 과장하는 광범위한 관행인 캐리커처이다. 캐리커처는 "얼굴 정보를 신속하게 해독하는 생존 이점"을 가져왔으며, 동시에 "우리의 최고의 유머를 제공하고, 너무 많은 공격성이 스며들면 조롱의 형태로 발전할 수 있다"고 제안되었다. 조롱은 여러 사회적 기능을 수행한다.
원시적인 형태의 조롱은 타인의 지각된 힘과 위협을 약화시킴으로써, 자신을 포위, 침해, 또는 굴욕으로부터 보호하기 위해 공격성을 이용하려는 시도를 나타낸다. 그러나 조롱은 대상 관계를 보존할 수도 있는데, 이는 타인이 캐리커처의 소재를 제공하는 데 필요하기 때문이다. 일상생활에서 가장 효과적인 캐리커처는 공격성을 승화시켜 유머의 형태에 도달할 수 있다. 정치적 풍자에 대한 우리의 매혹을 보면 알 수 있는데, 이는 종종 권위에 대한 캐리커처의 한 형태이다. 덜 승화된 공격성은 약자의 지속적인 굴욕을 겨냥한 일종의 조롱으로 이어지며, 그러한 약자들에게 그들이 힘이 없으며 온전한 인간성이나 사회적 구성원으로서의 자격이 없음을 상기시킨다.

리처드 보샤이 리(Richard Borshay Lee)는 조롱을 특정 부분에서 성공한 개인이 오만해지는 것을 막기 위해 고안된 부시먼족 문화의 한 측면으로 보고했다. 약자가 강자에게 조롱당할 때, 이는 집단 따돌림의 한 형태가 될 수 있다.

## 같이 보기
- 집단 따돌림
- 반어
- 로스트 (코미디)
- 비꼬는 말
- 희롱
- 농담조
- 인신 공격의 오류